# Leionema lachnaeoides
Leionema lachnaeoides är en vinruteväxtart som först beskrevs av Allan Cunningham, och fick sitt nu gällande namn av Paul G. Wilson. Leionema lachnaeoides ingår i släktet Leionema och familjen vinruteväxter. Inga underarter finns listade i Catalogue of Life.